# Zaragoza (Colombia)
Zaragoza è un comune della Colombia facente parte del dipartimento di Antioquia.
Il centro abitato venne fondato da Gaspar de Rodas nel 1581, mentre l'istituzione del comune è del 1770.